# Amtsbanerne på Als
| Strecke |         | von Tinglev                                         | von Tinglev                                         |
| Kopfbahnhof Strecke ab hier außer Betrieb                                                                           | 0,0     | Sønderborg dt. Sonderburg                           | Sønderborg dt. Sonderburg                           |
| Brücke über Wasserlauf (Strecke außer Betrieb)                                                                      |         | Alsensund; Kong Christian den X’s Bro (Klappbrücke) | Alsensund; Kong Christian den X’s Bro (Klappbrücke) |
| Kreuzung geradeaus oben (Strecken außer Betrieb) · Strecke von rechts (außer Betrieb)                               |         | Hafenbahn bis 1951 zum Gaswerk                      | Hafenbahn bis 1951 zum Gaswerk                      |
| Abzweig geradeaus und nach links (Strecke außer Betrieb) · Abzweig geradeaus und von rechts (Strecke außer Betrieb) |         |                                                     |                                                     |
| Strecke (außer Betrieb) · Betriebs-/Güterbahnhof Streckenende (Strecke außer Betrieb)                               | 1,5     | Sønderborg Alssiden Hafenbahn ab 1930               | Sønderborg Alssiden Hafenbahn ab 1930               |
| Abzweig geradeaus und von rechts (Strecke außer Betrieb)                                                            |         | Hafenbahn bis 1930                                  | Hafenbahn bis 1930                                  |
| Bahnhof (Strecke außer Betrieb)                                                                                     | 2,0 0,0 | Sønderborg By heute Busbahnhof                      | Sønderborg By heute Busbahnhof                      |
| Abzweig geradeaus und von rechts (Strecke außer Betrieb)                                                            |         | zur Kammgarnspinnerei                               | zur Kammgarnspinnerei                               |
| Haltepunkt / Haltestelle (Strecke außer Betrieb)                                                                    | 2,3     | Sundsmark                                           | Sundsmark                                           |
| Haltepunkt / Haltestelle (Strecke außer Betrieb)                                                                    | 3,2     | Spang                                               | Spang                                               |
| Strecke von links (außer Betrieb) · Abzweig geradeaus und nach rechts (Strecke außer Betrieb)                       |         |                                                     |                                                     |
| Strecke (außer Betrieb) · Bahnhof (Strecke außer Betrieb)                                                           | 4,5     | Vollerup dt. Wollerup                               | (vor Umspurung nördlich des Ortes)                  |
| Bahnhof (Strecke außer Betrieb) · Strecke (außer Betrieb)                                                           | 4,5     | Vollerup dt. Wollerup                               | (nach Umspurung südlich des Ortes)                  |
| Strecke (außer Betrieb) · Abzweig geradeaus und nach links (Strecke außer Betrieb)                                  |         | nach Nordborg (s. u.)                               | nach Nordborg (s. u.)                               |
| Strecke nach links (außer Betrieb) · Abzweig geradeaus und von rechts (Strecke außer Betrieb)                       |         |                                                     |                                                     |
| Haltepunkt / Haltestelle (Strecke außer Betrieb)                                                                    | 7,4     | Kirke Hørup                                         | Kirke Hørup                                         |
| Haltepunkt / Haltestelle (Strecke außer Betrieb)                                                                    | 9,1     | Majbøl dt. Maibüll                                  | Majbøl dt. Maibüll                                  |
| Haltepunkt / Haltestelle (Strecke außer Betrieb)                                                                    | 10,4    | Bjørnemosegård dt. Björnemoosegaard                 | Bjørnemosegård dt. Björnemoosegaard                 |
| Strecke von links (außer Betrieb) · Abzweig geradeaus und nach rechts (Strecke außer Betrieb)                       |         |                                                     |                                                     |
| Strecke (außer Betrieb) · Bahnhof (Strecke außer Betrieb)                                                           | 11,9    | Over Tandslet (vor Umspurung nördlich des Ortes)    | Over Tandslet (vor Umspurung nördlich des Ortes)    |
| Bahnhof (Strecke außer Betrieb) · Strecke (außer Betrieb)                                                           | 11,9    | Over Tandslet (nach Umspurung südlich des Ortes)    | Over Tandslet (nach Umspurung südlich des Ortes)    |
| Strecke nach links (außer Betrieb) · Abzweig geradeaus und von rechts (Strecke außer Betrieb)                       |         |                                                     |                                                     |
| Haltepunkt / Haltestelle (Strecke außer Betrieb)                                                                    | 13.2    | Nedre Tandslet dt. Niedertandslet                   | Nedre Tandslet dt. Niedertandslet                   |
| Bahnhof (Strecke außer Betrieb)                                                                                     | 14,6    | Lille Mommark dt. Klein Mummark                     | Lille Mommark dt. Klein Mummark                     |
| Abzweig geradeaus und nach links (Strecke außer Betrieb) · Strecke von rechts (außer Betrieb)                       |         |                                                     |                                                     |
| Bahnhof (Strecke außer Betrieb) · Strecke (außer Betrieb)                                                           | 16,6    | Lysabild dt. Lysabbel                               | Lysabild dt. Lysabbel                               |
| Haltepunkt / Haltestelle (Strecke außer Betrieb) · Strecke (außer Betrieb)                                          | 17,0    | Fjelby                                              | Fjelby                                              |
| Kopfbahnhof Streckenende (Strecke außer Betrieb) · Strecke (außer Betrieb)                                          | 19,0    | Skovby (Sønderborg) dt. Schauby                     | Skovby (Sønderborg) dt. Schauby                     |
| Haltepunkt / Haltestelle (Strecke außer Betrieb)                                                                    | 16,2    | Sarup                                               | Sarup                                               |
| Haltepunkt / Haltestelle (Strecke außer Betrieb)                                                                    | 18,0    | Mommark Færgegård (bis 1923)                        | Mommark Færgegård (bis 1923)                        |
| Bahnhof (Strecke außer Betrieb)                                                                                     | 18,7    | Mommark Færge dt. Mummark Fähre, ab 1923            | Mommark Færge dt. Mummark Fähre, ab 1923            |
| Eisenbahnfähre (Strecke außer Betrieb)                                                                              |         | nach Faaborg (1967 eingestellt)                     | nach Faaborg (1967 eingestellt)                     |

| Strecke (außer Betrieb)                                   |      | von Sønderborg (s. o.)                   | von Sønderborg (s. o.)                   |
| Bahnhof (Strecke außer Betrieb)                           | 4,5  | Vollerup dt. Wollerup                    | Vollerup dt. Wollerup                    |
| Abzweig geradeaus und nach rechts (Strecke außer Betrieb) |      | nach Skovby (Sønderborg) (s. o.)         | nach Skovby (Sønderborg) (s. o.)         |
| Brücke über Wasserlauf (Strecke außer Betrieb)            |      | Augustenborg Fjord                       | dt. Augustenburger Föhrde                |
| Haltepunkt / Haltestelle (Strecke außer Betrieb)          | 7,5  | Augustenborg dt. Augustenburg            | Augustenborg dt. Augustenburg            |
| Haltepunkt / Haltestelle (Strecke außer Betrieb)          | 8,6  | Bro                                      | Bro                                      |
| Haltepunkt / Haltestelle (Strecke außer Betrieb)          | 10,1 | Ketting                                  | Ketting                                  |
| Bahnhof (Strecke außer Betrieb)                           | 12,0 | Asserballe Station dt. Atzerballig       | Asserballe Station dt. Atzerballig       |
| Bahnhof (Strecke außer Betrieb)                           | 13,6 | Notmark-Hundslev dt. Nottmark-Hundsleben | Notmark-Hundslev dt. Nottmark-Hundsleben |
| Bahnhof (Strecke außer Betrieb)                           | 16,3 | Elstrup                                  | Elstrup                                  |
| Bahnhof (Strecke außer Betrieb)                           | 17,8 | Guderup dt. Gudsleben                    | Guderup dt. Gudsleben                    |
| Bahnhof (Strecke außer Betrieb)                           | 20,5 | Stevning                                 | Stevning                                 |
| Bahnhof (Strecke außer Betrieb)                           | 23,1 | Svenstrup dt. Schwenstrup                | Svenstrup dt. Schwenstrup                |
| Bahnhof (Strecke außer Betrieb)                           | 26,0 | Havnbjerg dt. Hagenberg                  | Havnbjerg dt. Hagenberg                  |
| Bahnhof (Strecke außer Betrieb)                           | 28,2 | Oksbøl (Als) dt. Oxbüll                  | Oksbøl (Als) dt. Oxbüll                  |
| Kopfbahnhof Streckenende (Strecke außer Betrieb)          | 30,9 | Nordborg dt. Norburg                     | Nordborg dt. Norburg                     |

Die Amtsbanerne på Als (ABA) war bis 1920 unter dem Namen Kreisbahn auf Alsen ein Eigenbetrieb des ehemaligen Kreises Sonderburg in Nordschleswig. Dieser übertrug die Betriebsführung auf die Eisenbahnunternehmung Lenz & Co GmbH – Betriebsabteilung Altona. 1920 wurde der Kreis aufgelöst und das Gebiet auf Grund der im Friedensvertrag von Versailles vorgesehenen Volksabstimmung in Schleswig an Dänemark abgetreten.

## Meterspurnetz

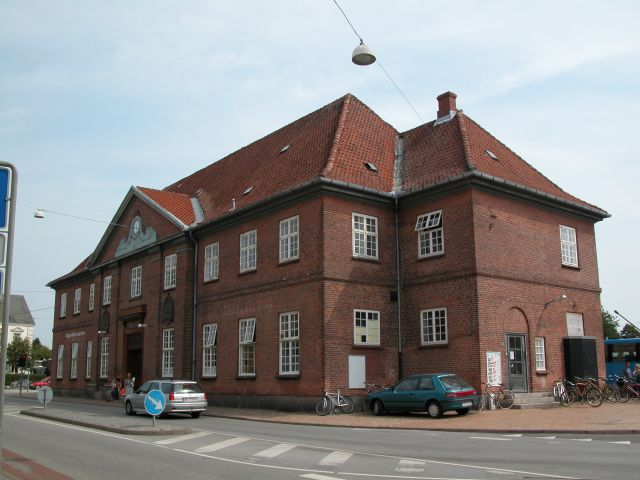
Bahnhof Sonderborg By, heute Busbahnhof

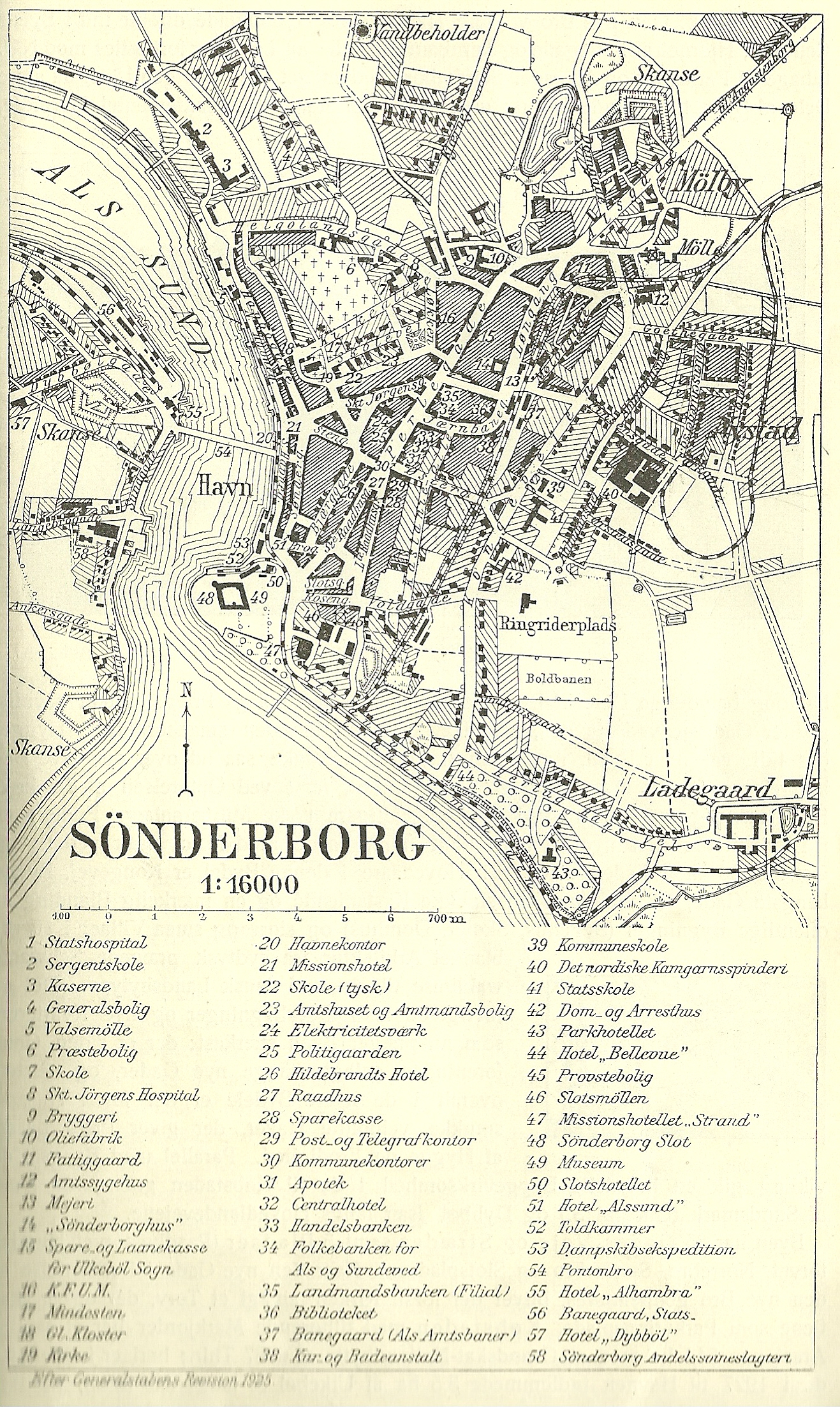
Gleisführung 1925 im Stadtgebiet

Das meterspurige Kleinbahnnetz auf der Insel Alsen umfasste ein Streckennetz von insgesamt mehr als 50 Kilometern Länge. Die Kilometrierung der einzelnen Strecken begann immer in Sonderborg und wurde auf den abzweigenden Strecken entsprechend weitergeführt. Erbaut wurde sie nach dem preußischen Kleinbahngesetz von 1892, der preußische Staat und die Provinz Schleswig-Holstein gaben erhebliche Zuschüsse zum Bau.

### Sønderborg–Skovby (Sonderburg–Schauby)
Die Strecke wurde am 6. Februar 1898 eröffnet. Ursprünglich führte die Strecke über den Stadtbahnhof in Sonderburg hinaus nach Süden zur Strandpromenade, wo der Anschluss zum Gaswerk nach Osten abzweigte, und weiter nördlich am Schloss vorbei bis zum Stadthafen. Nach der Einstellung der Schmalspurstrecke am 28. Februar 1933 wurde der Abschnitt von Sonderburg bis Mommark auf 1435 mm umgespurt und am 15. Juni 1933 eröffnet. Dabei wurde die Strecke innerhalb des Ortes neu verlegt und führte vom Stadtbahnhof direkt zur Kong Christian den X’s Bro, mit der der Als Sund überquert wurde. Die Hafenbahn zweigte von dieser Strecke ab. Die Strecke nördlich des Stadtbahnhofes wurde weiter östlich neu trassiert und traf am Stadtrand auf die alte Schmalspurtrasse. Am 27. Mai 1962 wurde diese Strecke eingestellt.

### Lille Mommark–Mommark Færge (Klein Mummark–Mummark Fähre)
Die 4,3 km lange Teilstrecke wurde am 6. Februar 1898 bis Mommark Færgegård eröffnet, 1923 bis Mommark Færge verlängert, 1933 auf Normalspur umgebaut und blieb bis zur Einstellung 1962 erhalten.

### Vollerup–Nordborg (Wollerup–Norburg)
Eröffnet 1. Juli 1898; 26,4 km; Einstellung am 6. Februar 1933.

### Hafenbahn Sønderborg

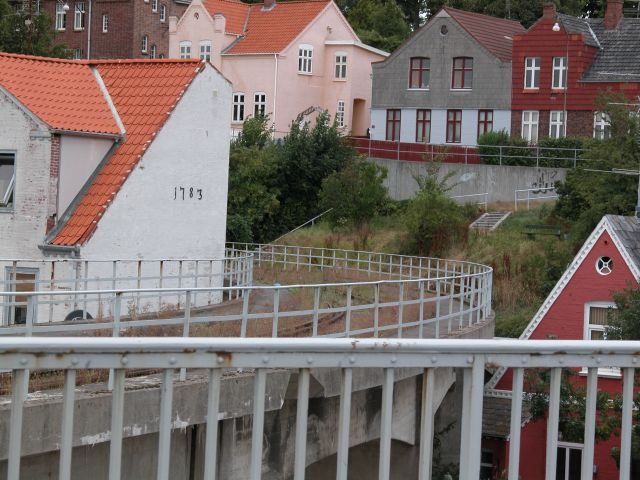
Reste der Hafenbahn, von der Kong Christian den X’s Bro gesehen

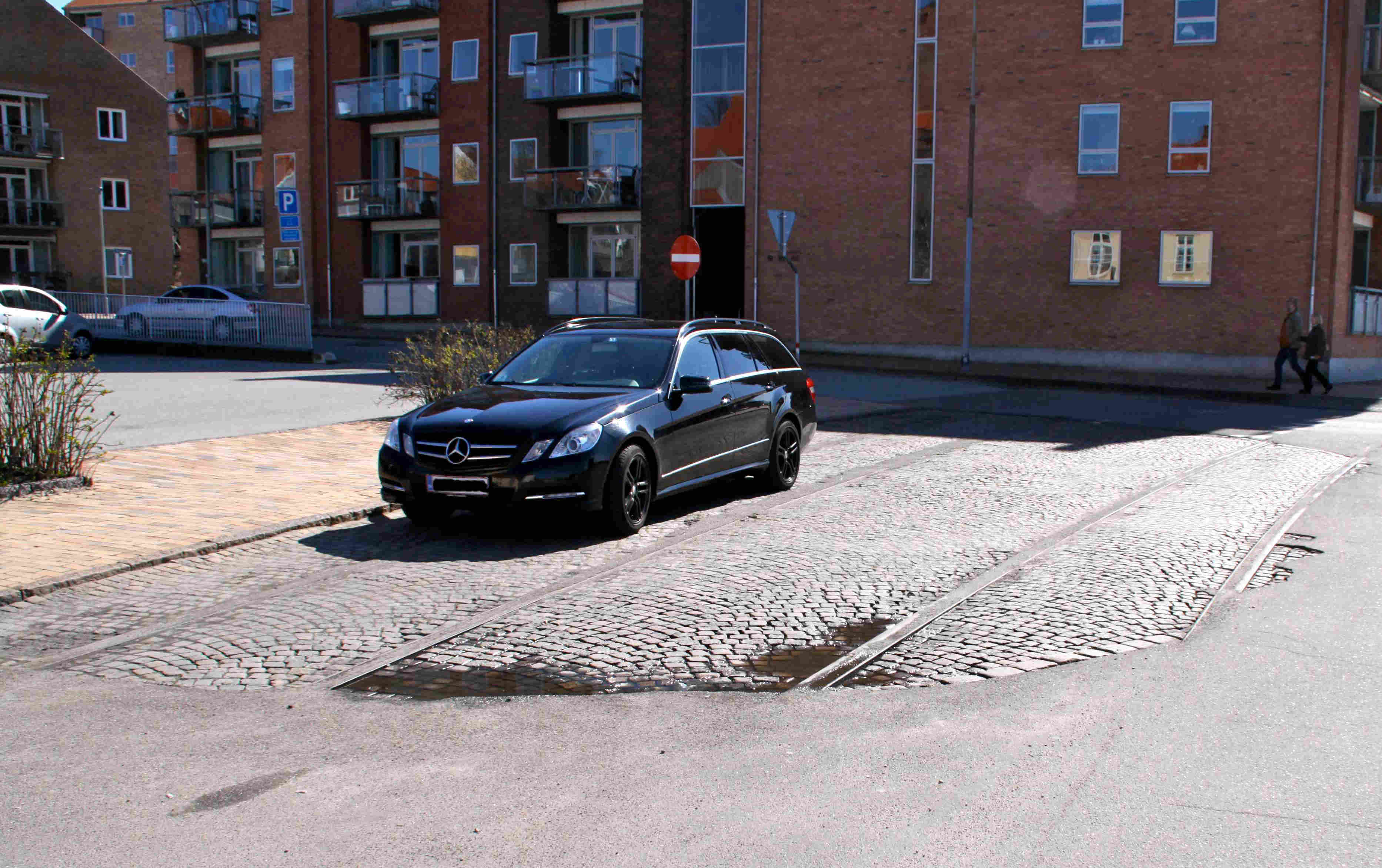
2020 waren am Hafen von Sønderborg noch Gleisreste vorhanden

Der Bau der Hafenbahn wurde mit dem Gesetz Nr. 72 vom 29. März 1924 beschlossen. Mit dem gleichen Gesetz wurde der Bau einer kombinierten Straßen-/Eisenbahnbrücke sowie die Herstellung der Zufahrten vom Staatsbahnhof in Sønderborg über die Brücke auf die Sønderborgsiden genehmigt. Die 1,5 km lange Strecke wurde nur im Güterverkehr befahren.
Die Hafenbahn war bis 1998 über die Kong Christian den X’s Bro (deutsch König-Christian-X.-Brücke) in Betrieb. Unter der Brücke befand sich eine Umsetzgrube, in der normalspurige Wagen auf schmalspurige Rollwagen gesetzt werden konnten. Diese Anlage wurde noch bis zur Einstellung der Gaswerk-Bahn benötigt. Ein Teil der Hafengleise war als Vierschienengleis ausgeführt.

### Gaswerk-Bahn Sonderburg
Von der Hafenbahn schloss östlich ein Gleisanschluss das Gaswerk an. Nach Stilllegung der Kleinbahn führte sie unter Benutzung eines Teiles der alten Hafenbahn entlang der Strandpromenade hinter dem Schloss und am heutigen Stadthafen vorbei unter der Kong Christian den X’s Bro zur neuen Hafenbahn. Dieses meterspurige Gleis war von 1909 bis 1951 in Betrieb. Die Strecke wurde für Kohletransporte benutzt, der Verkehr von einer Werklokomotive besorgt. Die Strecke blieb nach 1933 meterspurig, für den Verkehr wurde die Lok 8 der Kreisbahn erworben.

### Betrieb
1914 fuhren laut Kursbuch (Strecke 102 S) von Sonderburg täglich sieben Zugpaare nach Schauby (Skovby) und neun nach Norburg. Die Verbindung zur Fähre in Mommark wurde nur dienstags und sonntags je zweimal bedient.

## Fahrzeuge
Der Fahrzeugpark umfasste damals 9 Dampfloks, 22 Personen- und 107 Güterwagen sowie 8 Post/Packwagen.
1897 wurden vier dreiachsige Lokomotiven vom Lenz Typ g von Vulcan geliefert, bis 1910 kamen noch fünf weitere Lokomotiven dieses Typs hinzu. 1913 wurden zwei vierachsige Lokomotiven von Orenstein & Koppel erworben, wovon eine 1914 an die Heeresfeldbahn abgegeben werden musste und nicht wiederkam. 1922 wurde eine dreiachsige Lokomotive von der Haderslebener Kreisbahn übernommen. 1927 wurden drei neue stärkere Maschinen mit drei Treib- und jeweils einer Vor- und einer Nachlaufachse wieder bei Vulcan beschafft. 1931 waren drei Triebwagen vorhanden. Die meisten Fahrzeuge wurden 1933 verschrottet, die dreiachsige Lok 8 an das Gaswerk verkauft. Die erst 1927 gebauten Lokomotiven 40–42 wurden an die Kolberger Kleinbahn (40) und die Greifenberger Kleinbahn verkauft. Die Lok 42 ist im Greifenberger Schmalspurbahnmuseum in Polen erhalten.

## Nach Abtretung an Dänemark
Nachdem Alsen 1920 dänisch wurde, wurde mit dem Eisenbahngesetz vom 29. März 1924 beschlossen, die Strecke Sønderborg–Mommark auf Regelspur umzubauen und danach von Danske Statsbaner betreiben zu lassen. Der Umbau wurde am 15. Juni 1933 beendet. Die Strecke bestand danach bis zum 27. Mai 1962. Die übrigen Strecken wurden am 28. Februar 1933 stillgelegt.
Im Auslandkursbuch der DB Winter 1956 sind werktags acht Zugpaare und sonn- und feiertags sieben Zugpaare zwischen Sønderborg H und Mommark Fg aufgeführt.

## Museumsbahn
Seit 2003 besteht ein Verein, der einen Teil der Strecke zwischen Nordborg und Danfoss Universe bei Havnbjerg als Museumsbahn wieder aufbauen möchte. Die erste Fahrt auf einem kleinen Streckenstück erfolgte am 28. August 2016.